# ザ・アマチュア
『ザ・アマチュア』（原題：The Amateur）は、1981年のカナダのサスペンス映画。原作はロバート・リテルの小説（日本版は下記）を映画化。監督はチャールズ・ジャロット、出演はジョン・サヴェージ、クリストファー・プラマーなど。

## あらすじ
テロリストがミュンヘンの大使館を占拠し、人質のサラが見せしめに射殺される。彼女の恋人でCIAに勤めるコンピューター技師のチャールズ・ヘラーは上層部にテロリストの早急な処刑を求めるが適当にあしらわれてしまい、腹を立てたヘラーはCIAの極秘事項を入手、この情報を公表しない事と引き換えに自らチェコスロバキアに赴いてスパイ任務に就く。
しかし、極秘事項の隠し場所がCIAに見つかってしまい、脅しがきかなくなって見放されたヘラーは単身で戦いに挑む。

## キャスト
※括弧内は日本語吹替（初回放送1985年12月26日『木曜洋画劇場』）
- チャールズ・ヘラー：ジョン・サヴェージ（田中秀幸）
- ラコス教授：クリストファー・プラマー（阪脩）
- エリザベス・パトリック：マルテ・ケラー
- ブリューワー：アーサー・ヒル
- ホルスト・シュレーゲル：ニコラス・キャンベル（秋元羊介）
- ラトレッジ：ジョージ・コー（藤城裕士）
- サム・キャプラン：ヤン・ルーベス
- モルトン：ジョン・マーリー
- アンダーソン大佐：エド・ローター（仁内達之）
- ルイース・ボテロ：ミゲル・フェルナンデス
- ロドチェンコ：ジャン・トリスカ
- ポーター：グラハム・ジャービス（稲葉実）
- アーガス：ジャック・ゴダン
- グレチェン・フランク：チャペル・ジャッフェ
- サラ・キャプラン：リン・グリフィン
- ルートヴィヒ：ウラジミール・ヴァレンタ
- ガイド：ヴラスタ・ヴラナ
- 首相：ワルサー・レイヤー（郷里大輔）

## 評価
ロジャー・イーバートは本作に二つ星の評価を与え『脚本が個性を与えないのでジョン・サヴェージは仕方なしに陳腐なキャラを演じており、他の俳優たちの演技もありきたりなものに留まっている。』と評している。
2025年に『アマチュア』が再度映画化された。

### 日本語訳
- ロバート・リテル『チャーリー・ヘラーの復讐』[4]北村太郎訳、新潮文庫、1983